# Molgula pila
Molgula pila är en sjöpungsart som beskrevs av Monniot 1985. Molgula pila ingår i släktet Molgula och familjen kulsjöpungar. Inga underarter finns listade i Catalogue of Life.